# Isangel
Isangel è un centro abitato di Vanuatu situato a Tanna nella provincia di Tafea, della quale è il capoluogo.